# تقویت‌کننده توان میانی
تقویت‌کننده توان میانی (به انگلیسی: Intermediate power amplifier) (اختصاری آی‌پی‌اِی) یک طبقه از فرایند تقویت در یک فرستنده رادیویی است که معمولاً قبل از تقویت توان‌بالایِ نهایی رخ می‌دهد. آی‌پی‌اِی انرژی آراِف با توان کمتری را فراهم می‌کند که برای راه‌اندازی طبقه نهایی لازم است. در فرستنده‌های با توان بسیار بالا، مانند ۱۰ کیلووات و بالاتر، چندین آی‌پی‌اِی ترکیب می‌شوند تا راه‌اندازی کافی برای طبقه نهایی را فراهم کنند.
یک محرک، یک فرستنده حتی با توان کمتر، خدمات مشابهی را با راه‌اندازی آن به آی‌پی‌اِی ارائه می‌دهد؛ اگرچه یک محرک معمولاً عملکردهای مهم دیگری مانند انتخاب فرکانس آراِف را در بر می‌گیرد.